# Reformierte Kirche Domat/Ems

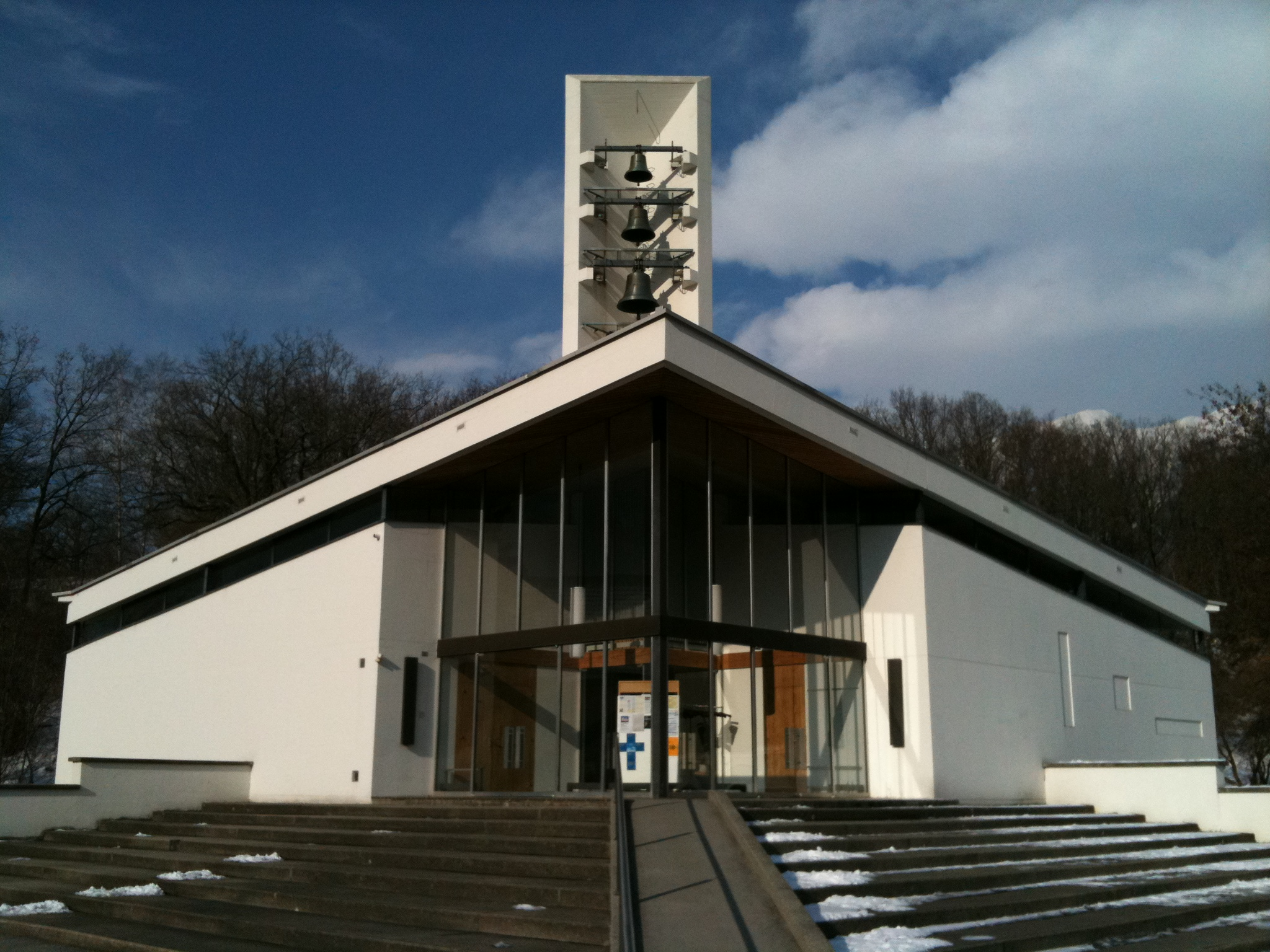
Aussenansicht der Kirche mit markanter Fluchtlinie

Gefächerte Fensterfront im Kircheninneren

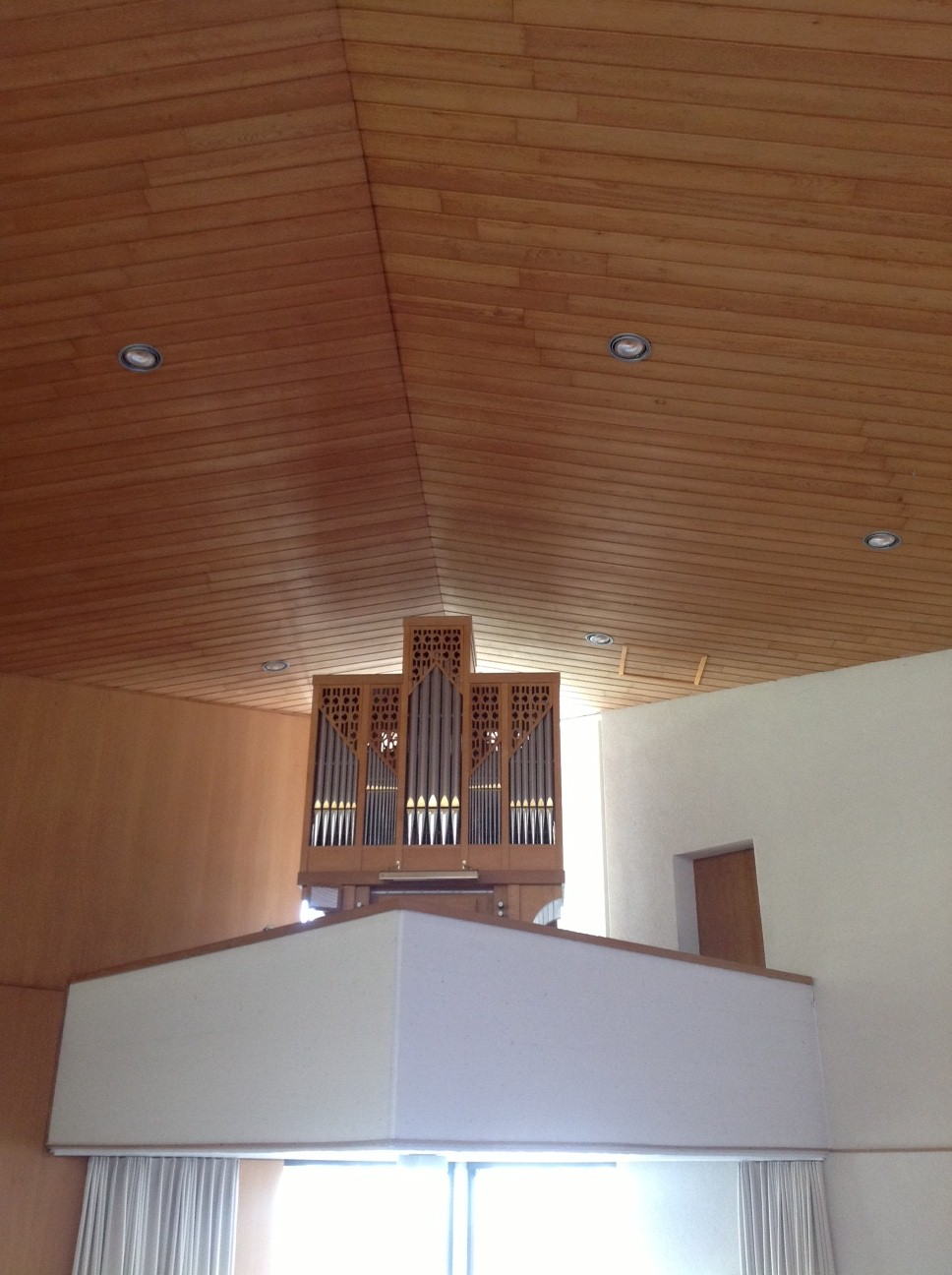
Orgel auf der Empore über dem Eingang

Die reformierte Kirche in Domat/Ems im Churer Rheintal ist ein evangelisch-reformiertes Gotteshaus unter dem Denkmalschutz des Kantons Graubünden. Das Gebäude steht in der Via Concordia.

## Geschichte
Seit der Reformation, die in Domat/Ems nicht angenommen wurde, und der seit dem Ende der Bündner Wirren endgültigen konfessionellen Homogenität im Ort, lebten im Dorf keine Protestanten mehr. Im 19. Jahrhundert kam es zum Zuzug einiger Familien, die vom Pfarramt in Felsberg betreut wurden.
Das 20. Jahrhundert brachte ein starkes Bevölkerungswachstum und auch des reformierten Anteils, so dass sich nach dem Zweiten Weltkrieg eine reformierte Kirchgemeinde bildete, die vorerst in Pastorationsgemeinschaft mit Felsberg stand, wo sich auch Kirche und Pfarrhaus befanden.
1964 errichtete die Kirchgemeinde Domat/Ems ein eigenes Kirchgebäude. Ursprünglich auf der Tuma Platta geplant, musste es nach behördlicher Ablehnung am Fuss derselben gebaut werden. Beim Aufzug der Kirchenglocken am 16. Dezember 1963 stimmten die Glocken der katholischen Dorfkirchen als Zeichen der ökumenischen Verbundenheit ein Festgeläut an.
Erster Ortspfarrer wurde 1968 Flurin Darms.

## Ausstattung
Die Kirche als moderner Sakralbau aus Beton zeichnet sich durch den offenen Glockenturm aus und dadurch, dass im Kircheninneren die Hauptlinie auf das Dorf hin geöffnet und ausgerichtet ist, wodurch die Sendung der Gemeinde in die Welt betont wird.
Über der Kanzel befindet sich ein breiter Lichtschacht. Der Abendmahlstisch setzt sich aus zwei mobilen Teilstücken zusammen.
1981 wurden auf Beschluss der Kirchgemeindeversammlung hin in die nach Süden zeigende Fensterfront Glasfenster in den dominierenden Farben blau und rot eingebaut. Der Entwurf stammte von Ruth Margraf, die künstlerische Ausführung oblag Karl-Otto Margraf.

### Glocken
Die Glocken im offenen Glockenturm heissen:
- Glaube, 1'730 kg, Ton: des (gegossen am 10. Oktober 1963)
- Hoffnung, 880 kg, Ton: f
- Liebe, 520 kg, Ton: as

## Kirchliche Organisation
Die Evangelisch-reformierte Landeskirche Graubünden führt Domat/Ems als eigenständige Kirchgemeinde. Obschon immer noch Diasporagemeinde, ist die reformierte Kirchgemeinde durch ständigen Zuzug mittlerweile eine der grössten Einzelkirchgemeinden des Kantons.